# آرجنیو
آرجنیو (به ایتالیایی: Argegno) یک کومونه در ایتالیا است که در استان کومو واقع شده‌است. آرجنیو ۴٫۳ کیلومتر مربع مساحت و ۶۵۰ نفر جمعیت دارد.